# Viridophara cynodonae
Viridophara cynodonae är en insektsart som beskrevs av Mushtaq 1992. Viridophara cynodonae ingår i släktet Viridophara och familjen Dictyopharidae. Inga underarter finns listade i Catalogue of Life.